# Campnosperma
Campnosperma  es un género de plantas con 20 especies,  perteneciente a la familia de las anacardiáceas.

## Descripción
Son árboles, que alcanzan un tamaño de 12–30 m de alto y 60 cm de ancho, con tronco a veces fúlcreo, corteza café o gris, lisa a ligeramente áspera, con fisuras poco profundas, savia clara; plantas poligamodioicas. Hojas alternas, agregadas en los extremos de las ramas, siempreverdes, simples, obovadas a oblanceoladas, 18.5–27.5 cm de largo y 7.5–12 cm de ancho, ápice redondeado, emarginado o cortamente acuminado, base atenuada. Inflorescencia axilar, las últimas ramas espigadas. Fruto ovoide, cuspidado, 1–1.5 cm de largo, 2-locular, 1 lóculo vacío, lepidoto, exocarpo rojo cuando maduro, mesocarpo carnoso, blanco y dulce.

## Taxonomía
El género fue descrito por George Henry Kendrick Thwaites y publicado en Hooker's Journal of Botany and Kew Garden Miscellany 6: 65. 1854. La especie tipo es: Campnosperma zeylanica

## Especies
| - Campnosperma acutiauris - Campnosperma auriculata - Campnosperma brassii - Campnosperma brevipetiolata - Campnosperma coriacea - Campnosperma griffithii - Campnosperma gummifera - Campnosperma lepidotum - Campnosperma macrophylla - Campnosperma micranteia | - Campnosperma minus - Campnosperma montana - Campnosperma oxyrhachis - Campnosperma panamensis - Campnosperma parvifolium - Campnosperma philippinense - Campnosperma schatzii - Campnosperma seychellarum - Campnosperma squamatum - Campnosperma zeylanica |